# Cher Evan Hansen (film)
Pour l’article homonyme, voir Dear Evan Hansen.
Ne doit pas être confondu avec Dear Evan Hansen.
Pour plus de détails, voir Fiche technique et Distribution.
Cher Evan Hansen (Dear Evan Hansen) est un film musical américain réalisé par Stephen Chbosky, sorti en 2021. Il s'agit de l'adaptation de la comédie musicale du même nom. L'auteur du livret original, Steven Levenson écrit lui-même le scénario alors que Pasek and Paul se chargent à nouveau de la musique. Ben Platt, déjà présent dans la comédie musicale, reprend ici le rôle-titre. La distribution comprend également Julianne Moore, Kaitlyn Dever, Amy Adams, Danny Pino, Colton Ryan, Amandla Stenberg et Nik Dodani.

## Synopsis
Evan Hansen est un lycéen de 17 ans qui souffre de trouble d’anxiété sociale. Son thérapeute lui conseille de s’écrire une lettre pour l’aider à renforcer sa confiance. Lorsqu’un de ses camarades de classe, Connor, se suicide, Evan se retrouve au centre de la tourmente. Dans une tentative malavisée de réconforter la famille en deuil, Evan prétend qu’il était meilleur ami avec Connor.

## Fiche technique
Sauf indication contraire, les informations mentionnées dans cette section peuvent être confirmées par la base de données cinématographiques IMDb,  présente dans la section « Liens externes ».
- Titre original : Dear Evan Hansen
- Titre français : Cher Evan Hansen
- Réalisation : Stephen Chbosky
- Scénario : Steven Levenson, d'après la comédie musicale Dear Evan Hansen de Benj Pasek et Justin Paul et Steven Levenson
- Musique : Pasek and Paul
- Direction artistique : Brittany Hites
- Décors : Beth Mickle
- Costumes : n/a
- Photographie : Brandon Trost
- Montage : Anne McCabe
- Production : Marc Platt et Adam Siegel
- Production déléguée : Michael Bederman, Steven Levenson, Benj Pasek et Justin Paul
- Sociétés de production : Marc Platt Productions et Perfect World Pictures (en)
- Société de distribution : Universal Pictures (États-Unis, France)
- Budget : n/a
- Pays d'origine :  États-Unis
- Langue originale : anglais
- Format : couleur
- Genres : teen movie, musical, drame
- Durée : 137 minutes
- Dates de sortie[2] : 
  - Canada, États-Unis : 24 septembre 2021
  - Belgique : 4 novembre 2021
  - France : 12 janvier 2022

## Distribution
- Ben Platt (VF : Tony Marot ; VQ : Éric Paulhus) : Evan Hansen
- Julianne Moore (VF : Ivana Coppola ; VQ : Marie-Andrée Corneille) : Heidi Hansen
- Kaitlyn Dever (VF : Leslie Lipkins) : Zoe Murphy
- Amy Adams (VF : Chloé Berthier ; VQ : Viviane Pacal) : Cynthia Murphy
- Danny Pino (VF : Xavier Fagnon) : Larry Murphy
- Colton Ryan (VF : Julien Frison) : Connor Murphy
- Amandla Stenberg (VF : Aurélie Konaté ; VQ : Geneviève Bédard) : Alana Beck
- Nik Dodani (VF : Sonny Thongsamouth) : Jared Kleinman
- Isaac Cole Powell[3] :
- Avery Bederman : Isabelle
- Gerald Caesar : Josh
- DeMarius Copes : Oliver
- Liz Kate : Gemma
- Tommy Kane : Greg
- Marvin Leon : Skye

Version française
- Studio de doublage : Titrafilm
- Direction artistique : Claire Guyot
- Adaptation : Clémentine Blayo

## Production

### Développement
En novembre 2018, Universal Pictures achète les droits du film sur la comédie musicale, embauchant Stephen Chbosky en tant que réalisateur, et l'auteur de la comédie musicale Steven Levenson décide de réécrire le scénario pour le film. Marc Platt et Adam Siegel sont producteurs, tandis que les auteurs-compositeurs Pasek and Paul, seront les producteurs exécutifs aux côtés de Steven Levenson et Michael Bederman.

### Attribution des rôles
En juin 2020, Ben Platt, qui a créé le rôle d'Evan Hansen sur scène, annonce reprendre son rôle pour le film. Kaitlyn Dever a entamé des négociations pour jouer le rôle de Zoe Murphy. En août, elle annonce officiellement prendre le rôle. Amandla Stenberg rejoint la distribution dans le rôle d'Alana Beck, un rôle qui a été étoffé pour le film. Amandla Stenberg collabore également avec Pasek et Paul sur l'écriture d'une nouvelle chanson pour le personnage. Nik Dodani et Colton Ryan rejoignent la distribution du film dans les rôles respectifs de Jared Kleinman et Connor Murphy, ce dernier reprenant le rôle dans lequel il a été doublure à Broadway. Amy Adams et Danny Pino rejoignent la distribution dans les rôles de Cynthia et Larry Murphy. En septembre, Julianne Moore et DeMarius Copes sont engagés pour jouer Heidi Hansen et Oliver, l'un des amis de Zoe Murphy et un nouveau personnage créé spécialement pour le film. Gerald César rejoint la distribution du film en tant que Josh, un des élèves du secondaire. En octobre, la nouvelle venue Liz Kate rejoint la distribution du film en tant que Gemma. En novembre, Isaac Cole Powell rejoint la distribution dans le rôle de Rhys.

### Tournage
Le 25 août 2020, Ben Platt confirme que le tournage a commencé. Il a lieu à Los Angeles, Californie et Atlanta, Géorgie. À propos de la réalisation du film pendant la pandémie de COVID-19, Kaitlyn Dever a déclaré dans Variety : « Je suis très heureuse que nous puissions faire quelque chose de si spécial pendant une période aussi étrange, triste et déroutante… Je me suis habitué à la partie "ne rien faire" de mon travail, qui consiste simplement à rester assis et à attendre que quelque chose se passe. Maintenant, je me sens vraiment préparé pour cela et prête à partir ». Des tournages supplémentaires pour les scènes du lycée, d'Ellison State Park et du Autumn Smile Apple Orchard / Connor Murphy Memorial Orchard ont eu lieu à Fayetteville, en Géorgie. Les studios Blackhall à Atlanta ont servi de site de test COVID-19 pour les acteurs et les membres de l'équipe sur le plateau.

## Accueil
La sortie américaine est prévue pour 24 septembre 2021,.